# Rejcov Grič
Rejcov Grič – wieś w Słowenii, w gminie Idrija. W 2018 roku liczyła 13 mieszkańców.